# Raión de Tiachiv
Raión de Tiachiv (en ucraniano: Тячівський район) es un raión o distrito de Ucrania en el óblast de Zakarpatia. La capital es la ciudad de Tiachiv.
Comprende una superficie de 1873,9 km².

## Demografía
Según estimación 2010 contaba con una población total de 171850 habitantes.

## Otros datos
El código KOATUU fue 2124400000. El código postal 90500 y el prefijo telefónico +380 3134.